# Гипомнема
Гипомнема (греч. ὑπόμνημα, множественное число ὑπομνήματα, гипомнемата) — греческий термин с несколькими вариантами перевода: «напоминание», «заметка», «публичный отчет», «комментарий», «черновик», «копия» и т. д.
Теория припоминания Платона признала новый статус письма как устройства искусственной памяти. Платон разработал гипомнестические принципы, которым должны были следовать его ученики в Академии. Согласно Мишелю Фуко, «гипомнематы представляли собой материальную память о вещах, прочитанных, услышанных или задуманных, таким образом предлагая их как накопленное сокровище для перечитывания и последующего размышления. Они также послужили сырьем для написания более систематических трактатов, в которых приводились доводы и средства, с помощью которых можно было бороться с каким-либо пороком (гнев, зависть, сплетни, лесть) или преодолевать какое-либо трудное обстоятельство (траур, изгнание, падение, позор)».

## Современное использование
Мишель Фуко использует это слово в значении «записка», но его переводчики используют слово «записная книжка», что является анахронизмом (см. кодекс и восковую табличку). Относительно сенековской дисциплины самопознания Фуко пишет: «В этот период существовала культура того, что можно было бы назвать личным письмом: делать заметки о прочитанном, разговорах и размышлениях, которые человек слышит или вовлекает в себя; записные книжки по важным предметам (то, что греки называют „гипомнемата“), которые нужно время от времени перечитывать, чтобы заново актуализировать их содержание». В отрывке из «Интервью с Мишелем Фуко» в «Читателе Фуко» он говорит: «Тем не менее, какими бы личными они ни были, не следует считать гипомнематы личными дневниками или отчетами о духовном опыте (искушениях, борьбе, падениях и победах), которые можно найти в более поздней христианской литературе. [… Их цель не состоит в том, чтобы выявить тайны совести, исповедание которых, выраженное в устной или письменной форме, имеет очищающее значение».